# بلژکو ۲۴۴۵
سیارک ۲۴۴۵ (به انگلیسی: 2445 Blazhko، نامگذاری:1935TC) دو هزار و چهارصد و چهل و پنجمین سیارک کشف شده‌است که در ۳ اکتبر ۱۹۳۵ و در رصدخانه سایمیز کشف شد.
قدر مطلق سیارک برابر ۱۲٫۳۰ است.